# Râul Valea Rea, Desnățui
- Pentru alte râuri omonime, vedeți pagina de dezambiguizare Valea Rea.

Râul Valea Rea este un curs de apă, afluent al Desnățuiului.

## Hărți
- Harta interactivă a județului Dolj  Arhivat în 21 iulie 2006, la Wayback Machine.